# Joël Pelier
Joël Pelier (Valentigney, Doubs, 23 de març de 1962) va ser un ciclista francès, que fou professional entre 1985 i 1990. Descobert per Jean de Gribaldy, en el seu palmarès hi ha una desena de victòries, destacant per damunt de totes l'etapa guanyada al Tour de França de 1989.
Després de la pujada final de l'etapa 17 del Tour de França de 1986, Pelier es va esfondrar d'esgotament i va caure en coma de 7 hores.
Al Tour de França de 1989, el jove de 27 anys mai havia estat observat en la seva carrera professional pels seus pares que es dedicaven a cuidar el germà de Pelier, amb discapacitat greu, que necessitava una atenció constant. Els seus pares van fer tot el possible per veure l'etapa 6 des de prop de la meta, a la qual va respondre amb un intent d'escapada en solitari, i va aguantar guanyar l'etapa per 1 minut i 34 segons. Va rodar pel seu compte durant 4 hores i mitja amb vent i pluja durant 102 de les 161 milles de l'etapa. Va ser la segona escapada més llarga de la història del Tour de França després d Albert Bourlon el 1947 i des de llavors superada per Thierry Marie. Al podi de les presentacions del dia es va veure a la televisió un Pelier amb llàgrimes als ulls que deia: "Mon per, mon per" i "Aquesta victòria és molt especial per a mi perquè avui és la primera vegada que la meva mare i el meu pare em veuen al Tour de França".

## Palmarès
- 1985
  - 1r al Gran Premi de l'UCB
  - Vencedor d'una etapa de la París-Niça
- 1986
  - 1r al Gran Premi d'Aix-en-Provence
- 1987
  - Vencedor d'una etapa del Tour Midi-Pyrénées
  - Vencedor d'una etapa del Tour de l'Avenir
  - Vencedor d'una etapa de la Volta a Irlanda
  - Vencedor d'una etapa de la Ruta del Sud
- 1988
  - Vencedor d'una etapa de la Midi Libre
- 1989
  - Vencedor d'una etapa del Tour de França
- 1990
  - Vencedor d'una etapa del Tour de la CEE

### Resultats al Tour de França
- 1985. 78è de la classificació general
- 1986. Abandona (18a etapa)
- 1988. 120è de la classificació general
- 1989. 128è de la classificació general. Vencedor d'una etapa